# كورتيس جونز (لاعب كرة قدم)
كورتيس جوليان جونز ((بالإنجليزية: Curtis Julian Jones)‏؛ مواليد 30 يناير 2001 في ليفربول في إنجلترا) هو لاعب كرة قدم إنجليزي، يلعب لصالح نادي ليفربول الإنجليزي في مركز خط الوسط.

## مسيرته الكروية

### ليفربول
نشأ جونز في مدينة ليفربول بريطانيا و وسط نيجيريون في بريطانيا.
إنضم جونز إلى الأكاديمية ب‍نادي ليفربول وهو بالتاسعة من عمره.
بعد أن ظهر مع الفريق تحت عمر ال23 لنادي ليفربول لأول مرة في يناير 2018 ، وقع جونز أول عقد احترافي له في 1 فبراير 2018.
تم اختياره في تشكيلة ليفربول لمباراة في بطولة الدوري الإنجليزي الممتاز ضد نادي إيفرتون في 7 أبريل 2018 وكان جونز على مقاعد البدلاء دون أن يُستبدل.
ظهر جونز بشكل بارز مع ليفربول خلال فترة الإستعدادات ما قبل الموسم قبل موسم 2018–19.
حتى أن المدير الفني للنادي يورغن كلوب قام بمدحه حيث ذكر انه لاعب ماهر في حركة الكرة والمراوغاته لها.
ظهر جونز لأول مرة مع الفريق في 7 يناير 2019 ، في الجولة الثالثة من بطولة كأس الاتحاد الإنجليزي ضد نادي وولفرهامبتون حيث خسر نادي ليفربول بنتيجة 2-1.

#### موسم 2019-20
ظهر جونز لأول مرة في الموسم ولعب في ثاني مباراة تنافسية له مع النادي في 25 سبتمبر 2019 في مباراة من بطولة كأس الرابطة الإنجليزية ضد نادي ميلتون كينز دونز. و تم اختياره رجلًا للمباراة.
ثم سجل ركلة الجزاء الفائزة في فوز ليفربول بركلات الترجيح ضد نادي أرسنال في بطولة كأس الرابطة الإنجليزية.
ظهر لأول مرة في بطولة الدوري الإنجليزي الممتاز في 7 ديسمبر 2019 ، حيث لعب كبديل من مقاعد البدلاء ، ضد نادي بورنموث.
في 5 يناير 2020 ، كان جونز جزءًا من فريق ليفربول المكون إلى حد كبير من المراهقين والاحتياطيين الذين هزموا غريمهم إيفرتون 1-0 في بطولة كأس الاتحاد الإنجليزي على ملعب أنفيلد. حيث سجل جونز هدف الفوز - وهو هدفه الأول للنادي - بتسديدة من 20 ياردة، في عامه 18 عامًا و 340 يومًا ، أصبح جونز أصغر هداف في ديربي ميرسيسايد منذ أن سجل روبي فاولر لليفربول في عام 1994.
في الجولة التالية بعد ثلاثة أسابيع ، سجل مرة أخرى ليفتتح التسجيل في التعادل 2-2 على نادي شروزبري تاون ، ليصبح أول مراهق يسجل هدفًا في مباريات متتالية للريدز منذ اللاعب رحيم ستيرلينغ في أبريل 2014.
في 5 فبراير 2020 ، أصبح جونز أصغر قائد في تاريخ نادي ليفربول - بعمر 19 عامًا و 5 أيام - عندما قاد أصغر فريق في تاريخ نادي ليفربول بمتوسط عمر 19 عامًا و 102 يومًا للفوز 1-0 على نادي شروزبري تاون في إعادة كأس الاتحاد الإنجليزي على ملعب أنفيلد.
في 4 يوليو 2020 ، وقع جونز عقدًا جديدًا طويل الأمل مع النادي.
بعد يوم واحد سجل هدفه الأول في الدوري للنادي بعد مجيئه كبديل في الفوز 2-0 على  أستون فيلا ، و قدم تمريرة حاسمة للاعب محمد صلاح ليسجل أمام حارس مرمى لأستون فيلا و هو حارس ليفربول السابق بيبي رينا.
في 22 يوليو ، خرج جونز من مقاعد البدلاء ضد نادي تشيلسي ليحقق ميداليته في الدوري الإنجليزي الممتاز حيث توِّج النادي بلقب الدوري الإنجليزي الممتاز 2019–20  بعد أن شارك جونز في خمس مباريات في الدوري الممتاز في موسم 2019–20 مع ليفربول.
في 30 يوليو ، حصل جونز على جائزة أفضل لاعب في بطولة الدوري الإنجليزي الممتاز 2 تحت عمر ال23 سنة قبل خمسة مرشحين آخرين: ليام كولين ، بيلي جيلمور ، جمال هكتور إنغرام ، ناثان هولاند وريهان تولوش.

#### موسم 2020-21
بعد أدائه في موسم 2019-20 ، أُعلن أنه سيتولى القميص رقم 17 للموسم القادم موسم 2020-21 ، الذي كان يرتديه سابقًا ستيفن جيرارد في بدايته و ستيف مكمانامان.
في 24 سبتمبر ، سجل هدفين في أربع دقائق ضد نادي لينكولن سيتي خارج أرضه في كأس الاتحاد الإنجليزي و حصل على رجل المباراة من قبل صحيفة سكاي سبورت.
بسبب الإصابات التي لحقت بنجوم خط الوسط جوردان هندرسون وجيمس ميلنر وتياغو ألكانتارا ونابي كيتا وأليكس أوكسليد-تشامبرلين وفابينيو تافاريس بعد التحول إلى الدفاع المؤقت ، ازداد دور جونز في الفريق.
في 1 ديسمبر 2020 ، سجل هدفه الأول في بطولة دوري أبطال أوروبا في الفوز 1-0 على نادي أياكس أمستردام ، ليختم تقدم ليفربول في مرحلة المجموعات.
في 28 فبراير 2021 ، سجل جونز هدفه الأول في الدوري هذا الموسم في الفوز 2-0 خارج أرضه ضد نادي شيفيلد يونايتد.

## وصلات خارجية
- كورتيس جونز على موقع الاتحاد الأوربي (الإنجليزية)
- كورتيس جونز على موقع إي إس بي إن إف سي (الإنجليزية)
- كورتيس جونز على موقع قاعدة بيانات كرة القدم.إي يو (الإنجليزية)
- كورتيس جونز على موقع ليكيب (الفرنسية)
- كورتيس جونز على موقع ناشيونال فوتبول تيمز (الإنجليزية)
- كورتيس جونز على موقع Soccerbase.com (لاعب) (الإنجليزية)
- كورتيس جونز على موقع Soccerway.com (الإنجليزية)
- كورتيس جونز على موقع عالم كرة القدم.نت (الإنجليزية)
- كورتيس جونز على موقع AS.com (الإسبانية)